# Albert Schott (Assyriologe)
Otto Karl Albert Schott (* 23. Januar 1901 in Reval; † 8. Mai 1945 vermisst bei Tábor) war ein deutsch-baltischer Altorientalist. Er wurde bekannt durch die deutsche Übersetzung des Gilgamesch-Epos.

## Leben
Albert Schott besuchte die Deutsche Ritter- und Domschule zu Reval, das damals zum Russischen Kaiserreich gehörte. Als die Familie zu Beginn des Ersten Weltkriegs ausgewiesen wurde, fand sie Zuflucht bei Verwandten in Augsburg, wo Albert Schott das Gymnasium bei St. Anna besuchte. Nach der Unabhängigkeit von Estland kehrte er 1918 für den Abschluss zurück. 1920 begann er das Studium für Allgemeine und Vergleichende Sprachwissenschaften an der Universität Hamburg und lernte Sanskrit. 1921 wechselte er zum Studium der orientalischen Sprachen an die Universität Marburg. 1925 wurde er mit der Arbeit Die Vergleiche in den akkadischen Königsinschriften promoviert. 1927 erhielt Albert Schott einen Lehrauftrag an der Universität Bonn für Assyriologie am Orientalischen Seminar, dem er bis zu seinem Tode angehörte. 1939 wurde er zum außerplanmäßigen Professor ernannt. 1933 trat er der NSDAP und der SA bei, die ihn 1937 beziehungsweise 1935 wieder ausschlossen. 1941 meldete sich Albert Schott als Kriegsfreiwilliger an die Ostfront, wo er als Dolmetscher fungierte. Seit dem Frühjahr 1945 galt er als vermisst. 1952 wurde er für tot erklärt.
Albert Schott nahm 1928/1929 und 1938/1939 an den deutschen Ausgrabungen in Uruk unter den Leitungen von Julius Jordan bzw. Arnold Nöldeke teil. Er ist bis heute durch die Herausgabe des Gilgamesch-Epos im Reclam-Verlag bekannt, das 1934 erstmals veröffentlicht wurde. Wolfram von Soden hat die Ausgabe 1958 neu bearbeitet.
Der Ethnologe und Erzählforscher Rüdiger Schott war sein Sohn.

## Schriften (Auszug)
- Verkappte Sätzevergleiche im Akkadischen. In: Studia Orientalia. Band 1, 1925, S. 253–258 (Digitalisat).
- Die babylonischen Religionen. In: Carl Clemen: Die Religionen der Erde. Band 1, Bruckmann Verlag, München 1927, S. 35–50.
- Die inschriftlichen Quellen zur Geschichte Ēannas. In: Julius Jordan: Erster vorläufiger Bericht über die von der Notgemeinschaft der Deutschen Wissenschaft in Uruk-Warka unternommenen Ausgrabungen. In: Abhandlungen der Preußischen Akademie der Wissenschaften. Jahrgang 1929 Nr. 7. Berlin 1930, S. 45–67 (Digitalisat).
- Das Werden der babylonisch-assyrischen Positions-Astronomie und einige seiner Bedingungen (=Zeitschrift der Deutschen Morgenländischen Gesellschaft. Band 88). Wiesbaden 1934, S. 302–337 (Digitalisat).
- Das Gilgamesch-Epos. Reclam, Leipzig 1934.
  - Neu herausgegeben von Wolfram von Soden, Reclam Verlag, Stuttgart 1958, zuletzt 2008, ISBN 978-3-15-007235-6.
- Wann entstand das Gilgamesch-Epos? In: Wilhelm Heffening, Willibald Kirfel (Hrsg.): Studien zur Geschichte und Kultur des Nahen und Fernen Ostens. Paul Kahle zum 60. Geburtstag überreicht von Freunden. Brill, Leiden 1935, S. 1–14.